# Bahnstrecke Laon–Liart
| Bahnhof Laon, 2011 |                        |                                                          |                                                          |
| Streckennummer (SNCF): | 228 000                |                                                          |                                                          |
| Kursbuchstrecke (SNCF): | 114 (Nord), 126 (SNCF) |                                                          |                                                          |
| Streckenlänge: | 59,9 km                |                                                          |                                                          |
| Spurweite: | 1435 mm (Normalspur)   |                                                          |                                                          |
| Maximale Neigung: | 9 ‰                    |                                                          |                                                          |
| Zweigleisigkeit: | ja                     |                                                          |                                                          |
| |                        |                                                          |                                                          |
| \| \| \| Bahnstrecke La Plaine–Hirson von Paris-Nord \| \| \| \| 138,9 \| Abzw. St-Marcel (Bahnstrecke Amiens–Laon v. Amiens) \| Abzw. St-Marcel (Bahnstrecke Amiens–Laon v. Amiens) \| \| \| 139,1 \| Bahnstrecke Laon–Cateau von Le Cateau \| Bahnstrecke Laon–Cateau von Le Cateau \| \| \| 140,0 \| Laon \| 84 m \| \| \| \| Bahnstrecke Reims–Laon nach Reims \| \| \| \| 140,5 \| Abzw. Vaux (Bahnstrecke La Plaine–Hirson nach Hirson) \| Abzw. Vaux (Bahnstrecke La Plaine–Hirson nach Hirson) \| \| \| 144,2 \| Athies-sous-Laon \| 72 m \| \| \| ~144,6 \| Anschl. Zuckerfabrik La Râperie \| Anschl. Zuckerfabrik La Râperie \| \| \| 145,3 \| A 26 \| A 26 \| \| \| 148,6 \| Samoussy \| 85 m \| \| \| 151,4 \| Gizy \| 77 m \| \| \| 153,0 \| Liesse-Gizy \| 74 m \| \| \| 156,2 \| Souche (8 m) \| Souche (8 m) \| \| \| 156,3 \| Marais-de-Chivres \| 72 m \| \| \| 157,7 \| Chivres-en-Laonnois \| 78 m \| \| \| 162,2 \| Bucy-les-Pierrepont \| 106 m \| \| \| 165,7 \| Clermont-les-Fermes \| 129 m \| \| \| 172,1 \| Chaourse \| 124 m \| \| \| \| Bahnstrecke Marle–Montcornet \| \| \| \| 173,1 \| Hurtaut (29 m) \| Hurtaut (29 m) \| \| \| \| nach Renneville CFDA \| \| \| \| 173,6 \| Montcornet \| 113 m \| \| \| 174,2 \| Beginn Entwidmung \| Beginn Entwidmung \| \| \| 177,7 \| Magny \| 131 m \| \| \| 179,9 \| Chéry-lès-Rozoy \| 137 m \| \| \| 182,1 \| Rozoy-sur-Serre \| 138 m \| \| \| 185,9 \| Rouvroy-sur-Serre \| 157 m \| \| \| 187,9 \| Résigny \| 161 m \| \| \| ~190 \| Département Aisne / Ardennes \| Département Aisne / Ardennes \| \| \| 193,2 \| Le Fréty-Saint-Gorgon \| 198 m \| \| \| 196,2 \| La Férée \| 222 m \| \| \| 197,2 \| Tunnel de la Férée (529 m) \| Tunnel de la Férée (529 m) \| \| \| 199,2 \| Ende Entwidmung; ehem. Grenze Nord / Est \| Ende Entwidmung; ehem. Grenze Nord / Est \| \| \| 199,4 26,9 \| Abzw. Liart (Bahnstrecke Hirson–Amagne-Lucquy v. Hirson) \| Abzw. Liart (Bahnstrecke Hirson–Amagne-Lucquy v. Hirson) \| \| \| 27,5 \| Liart \| 227 m \| \| \| 27,6 \| Bahnstrecke Liart–Tournes nach Tournes \| Bahnstrecke Liart–Tournes nach Tournes \| \| \| 28,05 \| Beginn Entwidmung \| Beginn Entwidmung \| \| \| \| Bahnstrecke Hirson–Amagne-Lucquy nach Amagne-Lucquy \| \| |                        |                                                          |                                                          |
| Strecke |                        | Bahnstrecke La Plaine–Hirson von Paris-Nord              | Bahnstrecke La Plaine–Hirson von Paris-Nord              |
| Abzweig geradeaus und von links | 138,9                  | Abzw. St-Marcel (Bahnstrecke Amiens–Laon v. Amiens)      | Abzw. St-Marcel (Bahnstrecke Amiens–Laon v. Amiens)      |
| Abzweig geradeaus und von links | 139,1                  | Bahnstrecke Laon–Cateau von Le Cateau                    | Bahnstrecke Laon–Cateau von Le Cateau                    |
| Bahnhof | 140,0                  | Laon                                                     | 84 m                                                     |
| Abzweig geradeaus und nach rechts |                        | Bahnstrecke Reims–Laon nach Reims                        | Bahnstrecke Reims–Laon nach Reims                        |
| Abzweig geradeaus und nach links | 140,5                  | Abzw. Vaux (Bahnstrecke La Plaine–Hirson nach Hirson)    | Abzw. Vaux (Bahnstrecke La Plaine–Hirson nach Hirson)    |
| ehemaliger Bahnhof | 144,2                  | Athies-sous-Laon                                         | 72 m                                                     |
| Abzweig geradeaus und ehemals nach links | ~144,6                 | Anschl. Zuckerfabrik La Râperie                          | Anschl. Zuckerfabrik La Râperie                          |
| Strecke mit Straßenbrücke | 145,3                  | A 26                                                     | A 26                                                     |
| ehemaliger Haltepunkt / Haltestelle | 148,6                  | Samoussy                                                 | 85 m                                                     |
| ehemaliger Haltepunkt / Haltestelle | 151,4                  | Gizy                                                     | 77 m                                                     |
| Dienststation / Betriebs- oder Güterbahnhof | 153,0                  | Liesse-Gizy                                              | 74 m                                                     |
| Brücke über Wasserlauf | 156,2                  | Souche (8 m)                                             | Souche (8 m)                                             |
| ehemaliger Haltepunkt / Haltestelle | 156,3                  | Marais-de-Chivres                                        | 72 m                                                     |
| ehemaliger Bahnhof | 157,7                  | Chivres-en-Laonnois                                      | 78 m                                                     |
| ehemaliger Bahnhof | 162,2                  | Bucy-les-Pierrepont                                      | 106 m                                                    |
| Dienststation / Betriebs- oder Güterbahnhof | 165,7                  | Clermont-les-Fermes                                      | 129 m                                                    |
| ehemaliger Haltepunkt / Haltestelle | 172,1                  | Chaourse                                                 | 124 m                                                    |
| Abzweig geradeaus und ehemals von links |                        | Bahnstrecke Marle–Montcornet                             | Bahnstrecke Marle–Montcornet                             |
| Brücke über Wasserlauf | 173,1                  | Hurtaut (29 m)                                           | Hurtaut (29 m)                                           |
| U-Bahn-Strecke von rechts · Strecke |                        | nach Renneville CFDA                                     | nach Renneville CFDA                                     |
| U-Bahn-Kopfbahnhof Streckenende · Dienststation / Betriebs- oder Güterbahnhof | 173,6                  | Montcornet                                               | 113 m                                                    |
| | 174,2                  | Beginn Entwidmung                                        | Beginn Entwidmung                                        |
| Haltepunkt / Haltestelle (Strecke außer Betrieb) | 177,7                  | Magny                                                    | 131 m                                                    |
| Haltepunkt / Haltestelle (Strecke außer Betrieb) | 179,9                  | Chéry-lès-Rozoy                                          | 137 m                                                    |
| Bahnhof (Strecke außer Betrieb) | 182,1                  | Rozoy-sur-Serre                                          | 138 m                                                    |
| Haltepunkt / Haltestelle (Strecke außer Betrieb) | 185,9                  | Rouvroy-sur-Serre                                        | 157 m                                                    |
| Bahnhof (Strecke außer Betrieb) | 187,9                  | Résigny                                                  | 161 m                                                    |
| Grenze (Strecke außer Betrieb) | ~190                   | Département Aisne / Ardennes                             | Département Aisne / Ardennes                             |
| Haltepunkt / Haltestelle (Strecke außer Betrieb) | 193,2                  | Le Fréty-Saint-Gorgon                                    | 198 m                                                    |
| Haltepunkt / Haltestelle (Strecke außer Betrieb) | 196,2                  | La Férée                                                 | 222 m                                                    |
| Tunnel (Strecke außer Betrieb) | 197,2                  | Tunnel de la Férée (529 m)                               | Tunnel de la Férée (529 m)                               |
| | 199,2                  | Ende Entwidmung; ehem. Grenze Nord / Est                 | Ende Entwidmung; ehem. Grenze Nord / Est                 |
| Abzweig geradeaus und von links | 199,4 26,9             | Abzw. Liart (Bahnstrecke Hirson–Amagne-Lucquy v. Hirson) | Abzw. Liart (Bahnstrecke Hirson–Amagne-Lucquy v. Hirson) |
| Bahnhof | 27,5                   | Liart                                                    | 227 m                                                    |
| Abzweig geradeaus und nach links | 27,6                   | Bahnstrecke Liart–Tournes nach Tournes                   | Bahnstrecke Liart–Tournes nach Tournes                   |
| | 28,05                  | Beginn Entwidmung                                        | Beginn Entwidmung                                        |
| Strecke (außer Betrieb) |                        | Bahnstrecke Hirson–Amagne-Lucquy nach Amagne-Lucquy      | Bahnstrecke Hirson–Amagne-Lucquy nach Amagne-Lucquy      |

Die Bahnstrecke Laon–Liart ist eine ehemals zweigleisige, nicht elektrifizierte Eisenbahnstrecke in den nord- und ostfranzösischen Départements Marne und Aisne, die teilweise entwidmet und nicht mehr befahrbar ist. Massengutumschlag mit der Landwirtschaftsgenossenschaft Vivescia erfordert den Betrieb der restlichen, ca. 34 km langen Strecke zwischen Laon und Montcornet.

## Geschichte

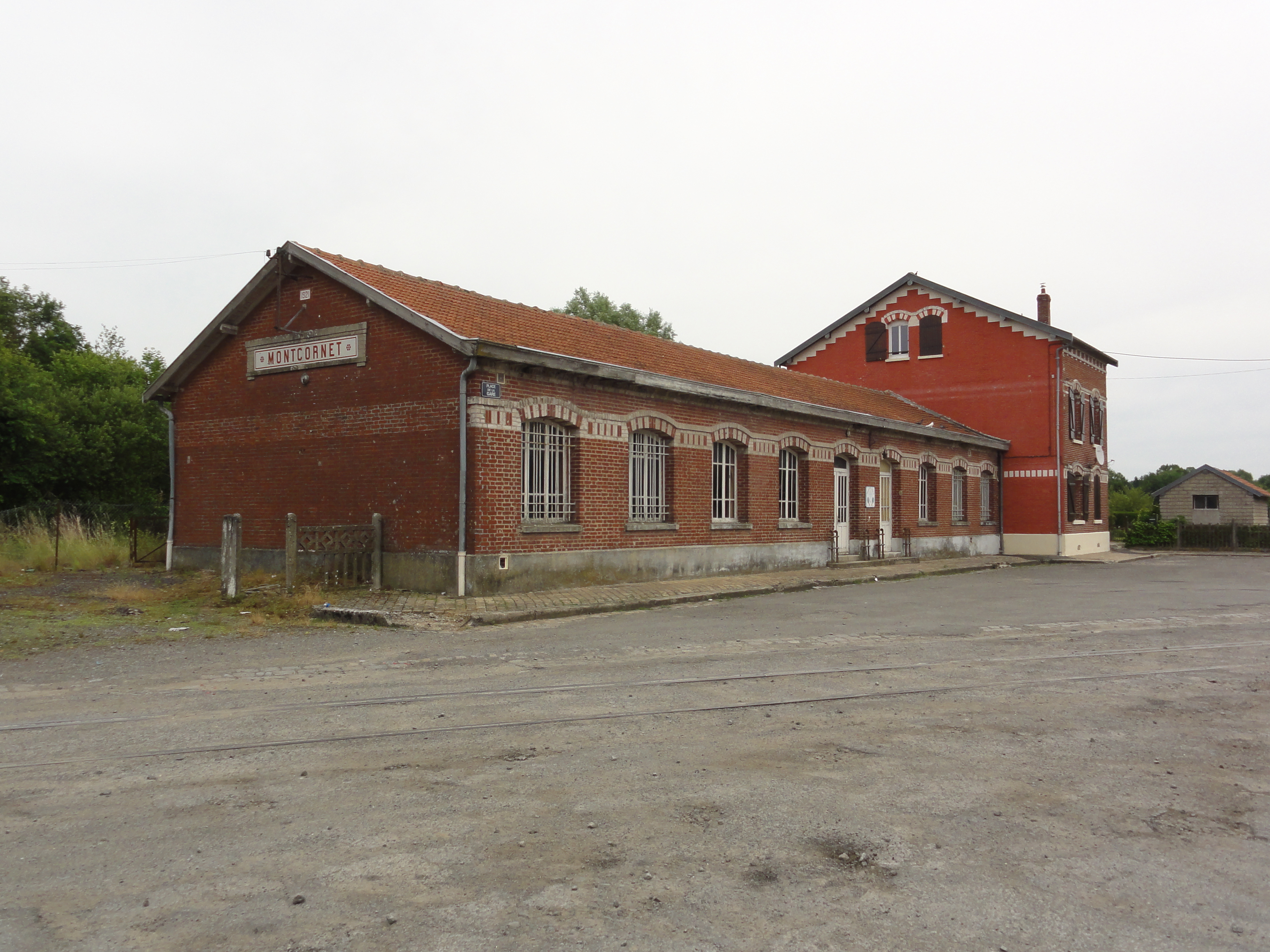
Montcornet, Juni 2015

Konzessionär dieser Strecke war die Compagnie des chemins de fer du Nord (Nordbahn), die 1881 ihr Gesuch zum Bau und Betrieb der Strecke einreichte. Am 5. Juni 1883 konnte der Vertrag zwischen der Gesellschaft und dem Verkehrsministerium unterschrieben werden. Die Strecke war von Anfang an von öffentlichem Interesse. Somit fand öffentlicher Personenverkehr statt. Sie wurde am 3. November 1888 zwischen Laon und Rozoy-sur-Serre eingeweiht, erst viereinhalb Jahre später, am 10. Juli 1888 ging der zweite Abschnitt in Betrieb.
Genau wie die Eröffnung, so wurde ein Teil der Strecke ebenfalls in zwei Schritten geschlossen. Zum 24. Februar 1975 ging der östliche Teil zwischen Rozoy-sur-Serre und Liart außer Betrieb, am 10. April 1996 der vorgelagerte Teil zwischen Montcornet und Rozoy, sodass etwa 26 der 60 km nicht mehr befahren werden können.

## Trassierung
Die Strecke verläuft relativ gradlinig in nordöstliche Richtung. Parallel führten die ehemaligen Nationalstraße 377 und RN 378, heute D 977 bzw. D 978, die ebenfalls beide Städte miteinander verbinden. Führt die Strecke zunächst über wenig geneigte und wenig besiedelte Fläche, so wird sie ab Montcornet entlang der Serre, einem Nebenfluss der Oise in ein Tal geführt, dem sie flussaufwärts folgen muss. Im Quellgebiet der Serre überwindet sie auf knapp 240 m im Tunnel de la Férée die Wasserscheide zur Thon.
In Athies-sous-Laon zweigte eine ca. 3,5 km lange Anschlussbahn zu der Zuckerfabrik La Râperie an der D 51 ab und in Liesse gab es eine Ziegelfabrik. Die Bahnstrecke berührte das Gleisnetz der Schmalspurbahn, mit der der Ton aus den Souche-Niederungen La Marais befördert wurde, in Montcornet bestand seit 1907 bis 1959 Anschluss der privat betriebenen Bahnstrecke Marle–Montcornet (MM), die 1923 in den Besitz der Nordbahn übergegangen war.
Außerdem endete in Montcornet die Meterspurbahn der Chemins de fer départementaux des Ardennes (CFDA), die bis Anfang der 1960er Jahre ein umfangreiches Nebenbahn-Streckennetz betrieb. Diese Strecke führte seit Mai 1909 südlich in Richtung Asfeld und Reims. In Liart bestand Übergang zur 55 km langen Bahnstrecke Wiège-Faty–Liart, die in der ersten Hälfte der 1920er Jahre auf Normalspur umgespurt worden war und ebenfalls zum Netz der CFDA gehörte. Sie bestand in den Jahren 1912 bis 1961.